# عبد الصمد الهمداني
السيد عبد الصمد الحسيني الهمداني الحائري (ت. 1216 هـ). هو رجل دين وفقيه ومُتكلّم وعارف ومُتصوّف شيعي إيراني الأصل إلّا أنه كربلائي المنشأ والوفاة والمدفن، وقد كان أحد تلامذة الفقيه الشيعي الأصولي المعروف الوحيد البهبهاني.

## مقتله
قُتل في الثامن عشر من ذي الحجّة 1216 هـ على يد أتباع محمد بن عبد الوهاب أثناء غزوهم كربلاء.

## مؤلفاته
| - بحر الحقائق. كتابٌ في الفقه الاستدلالي في عدّة مُجلّدات. - بحر المعارف. كتابٌ في العرفان والتصوف. | - الكتاب الكبير. كتابٌ لغوي. |